# 科茲洛杜伊市鎮
43°46′32″N 23°43′29″E / 43.775561°N 23.724615°E

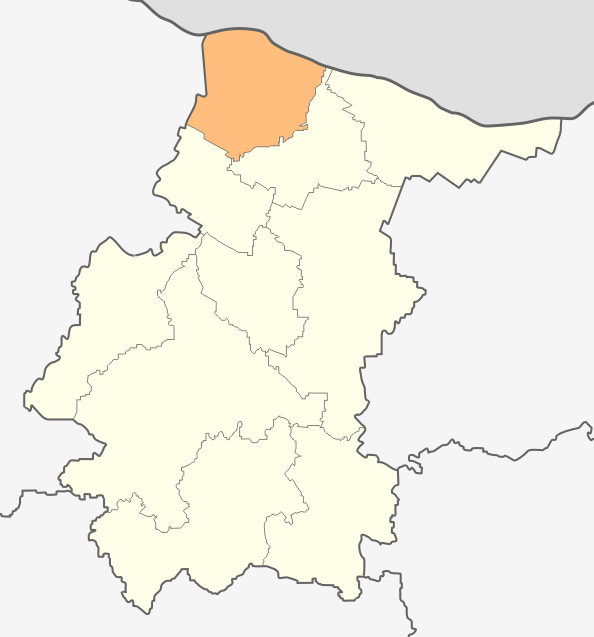

科茲洛杜伊市，是保加利亞的城鎮，位於該國西北部，由弗拉察州負責管轄，首府設於科茲洛杜伊，面積284.87平方公里，2011年人口21,180，人口密度每平方公里74.35人。